# Fox (Hà Lan)
Fox là kênh truyền hình của Hà Lan.Nó thuộc sở hữu của Eredivisie Media & Marketing CV với 51 % của Fox Networks Group Benelux, công ty con của 21st Century Fox.Nò là phiên bản thứ 2 tại Hà Lan.Phiên bản cũ của nó phát sóng năm 1995 và kết thúc năm 2001.

## Chương trình
- 11/22/63 (mini series)
- 1864
- 'Til Death
- American Horror Story
- Ascension (miniseries)
- Atlanta
- A.D. The Bible Continues
- Bones
- Boomtown
- Chicago Fire
- Chicago PD
- Colony
- Cordon
- Da Vinci's Demons
- De Bunker
- Empire
- Episodes
- Garage Gold
- House
- Law & Order: Criminal Intent
- Mike & Molly
- Million Dollar Listing: New York
- Minority Report
- Occupied
- Outcast
- Outsiders
- Quantico
- Raising Hope
- Rosewood
- Salem
- Scream Queens
- Second Chance
- Shades of Blue
- Shark Tank
- Sleepy Hollow
- Sons of Liberty (miniseries)
- Spitsbroers
- Storage Wars
- Super Bowl
- The Flash
- The Goldbergs
- The Heavy Water War
- The Mentalist
- The Middle
- The Passion US
- The Simpsons
- The Strain
- The Team
- The Walking Dead
- The X-Files (miniseries)
- UFC on FOX
- Ultimate Airport Dubai
- Vermist
- Vikings
- What Went Down
- Wallander
- Wayward Pines
- Will & Grace